# 882
Template:A,,x,,B=,,2aB,,m,,?)
Template:Anno ma,,B,,56789)
T

## Eventi
- Ascende al trono di Francia Carlomanno Re dei Franchi Occidentali
- 23 dicembre - Marino I diventa papa
- Oleg, successore di Rjurik conquista la città di Kiev e ne fa il centro di un regno chiamato Rus' di Kiev, trasferendovi la capitale da Novgorod
- Guido III di Spoleto e suo zio Guido II invocano il perdono imperiale per le terre sottratte a papa Giovanni VIII e giurano di restituire le terre sottratte al papa
- Anselmo II Capra diventa arcivescovo di Milano
- Nella Contea di Capua termina il secondo periodo di reggenza di Pandenolfo, cui succede Landone III
- Matrimonio tra Leone VI il Saggio e Teofano
- Viene edificata a Fustat la Geniza dei Palestinesi

## Nati
- Harun ibn Khumarawayh, sultano turco († 904)
- Sa'Adyah ben Yōsēf al-Fayyūmī, rabbino egiziano († 942)
- Muhammad ibn Tughj, militare turco († 946)

## Morti
- 20 gennaio - Ludovico III il Giovane, re franco
- 5 agosto - Luigi III di Francia, re
- 16 dicembre - Papa Giovanni VIII, papa, vescovo e cardinale italiano
- 21 dicembre - Incmaro di Reims, teologo e filosofo francese (n. 806)
- Ernusto, vescovo italiano
- Incmaro di Laon, teologo e vescovo francese (n. 830)
- García I Íñiguez, re
- Matfrid II, nobile franco (n. 820)
- Pandenolfo di Capua, conte

## Calendario
| Calendario 882 | Calendario 882 | Calendario 882 | Calendario 882 | Calendario 882 | Calendario 882 | Calendario 882 | Calendario 882 | Calendario 882 | Calendario 882 | Calendario 882 | Calendario 882 | Calendario 882 | Calendario 882 | Calendario 882 | Calendario 882 | Calendario 882 | Calendario 882 | Calendario 882 | Calendario 882 | Calendario 882 | Calendario 882 | Calendario 882 | Calendario 882 | Calendario 882 | Calendario 882 | Calendario 882 | Calendario 882 | Calendario 882 | Calendario 882 | Calendario 882 | Calendario 882 | Calendario 882 |
| -------------- | -------------- | -------------- | -------------- | -------------- | -------------- | -------------- | -------------- | -------------- | -------------- | -------------- | -------------- | -------------- | -------------- | -------------- | -------------- | -------------- | -------------- | -------------- | -------------- | -------------- | -------------- | -------------- | -------------- | -------------- | -------------- | -------------- | -------------- | -------------- | -------------- | -------------- | -------------- | -------------- |
|                | 1              | 2              | 3              | 4              | 5              | 6              | 7              | 8              | 9              | 10             | 11             | 12             | 13             | 14             | 15             | 16             | 17             | 18             | 19             | 20             | 21             | 22             | 23             | 24             | 25             | 26             | 27             | 28             | 29             | 30             | 31             |                |
| Gennaio        | Lu             | Ma             | Me             | Gi             | Ve             | Sa             | Do             | Lu             | Ma             | Me             | Gi             | Ve             | Sa             | Do             | Lu             | Ma             | Me             | Gi             | Ve             | Sa             | Do             | Lu             | Ma             | Me             | Gi             | Ve             | Sa             | Do             | Lu             | Ma             | Me             |                |
| Febbraio       | Gi             | Ve             | Sa             | Do             | Lu             | Ma             | Me             | Gi             | Ve             | Sa             | Do             | Lu             | Ma             | Me             | Gi             | Ve             | Sa             | Do             | Lu             | Ma             | Me             | Gi             | Ve             | Sa             | Do             | Lu             | Ma             | Me             |                |                |                |                |
| Marzo          | Gi             | Ve             | Sa             | Do             | Lu             | Ma             | Me             | Gi             | Ve             | Sa             | Do             | Lu             | Ma             | Me             | Gi             | Ve             | Sa             | Do             | Lu             | Ma             | Me             | Gi             | Ve             | Sa             | Do             | Lu             | Ma             | Me             | Gi             | Ve             | Sa             |                |
| Aprile         | Do             | Lu             | Ma             | Me             | Gi             | Ve             | Sa             | Do             | Lu             | Ma             | Me             | Gi             | Ve             | Sa             | Do             | Lu             | Ma             | Me             | Gi             | Ve             | Sa             | Do             | Lu             | Ma             | Me             | Gi             | Ve             | Sa             | Do             | Lu             |                |                |
| Maggio         | Ma             | Me             | Gi             | Ve             | Sa             | Do             | Lu             | Ma             | Me             | Gi             | Ve             | Sa             | Do             | Lu             | Ma             | Me             | Gi             | Ve             | Sa             | Do             | Lu             | Ma             | Me             | Gi             | Ve             | Sa             | Do             | Lu             | Ma             | Me             | Gi             |                |
| Giugno         | Ve             | Sa             | Do             | Lu             | Ma             | Me             | Gi             | Ve             | Sa             | Do             | Lu             | Ma             | Me             | Gi             | Ve             | Sa             | Do             | Lu             | Ma             | Me             | Gi             | Ve             | Sa             | Do             | Lu             | Ma             | Me             | Gi             | Ve             | Sa             |                |                |
| Luglio         | Do             | Lu             | Ma             | Me             | Gi             | Ve             | Sa             | Do             | Lu             | Ma             | Me             | Gi             | Ve             | Sa             | Do             | Lu             | Ma             | Me             | Gi             | Ve             | Sa             | Do             | Lu             | Ma             | Me             | Gi             | Ve             | Sa             | Do             | Lu             | Ma             |                |
| Agosto         | Me             | Gi             | Ve             | Sa             | Do             | Lu             | Ma             | Me             | Gi             | Ve             | Sa             | Do             | Lu             | Ma             | Me             | Gi             | Ve             | Sa             | Do             | Lu             | Ma             | Me             | Gi             | Ve             | Sa             | Do             | Lu             | Ma             | Me             | Gi             | Ve             |                |
| Settembre      | Sa             | Do             | Lu             | Ma             | Me             | Gi             | Ve             | Sa             | Do             | Lu             | Ma             | Me             | Gi             | Ve             | Sa             | Do             | Lu             | Ma             | Me             | Gi             | Ve             | Sa             | Do             | Lu             | Ma             | Me             | Gi             | Ve             | Sa             | Do             |                |                |
| Ottobre        | Lu             | Ma             | Me             | Gi             | Ve             | Sa             | Do             | Lu             | Ma             | Me             | Gi             | Ve             | Sa             | Do             | Lu             | Ma             | Me             | Gi             | Ve             | Sa             | Do             | Lu             | Ma             | Me             | Gi             | Ve             | Sa             | Do             | Lu             | Ma             | Me             |                |
| Novembre       | Gi             | Ve             | Sa             | Do             | Lu             | Ma             | Me             | Gi             | Ve             | Sa             | Do             | Lu             | Ma             | Me             | Gi             | Ve             | Sa             | Do             | Lu             | Ma             | Me             | Gi             | Ve             | Sa             | Do             | Lu             | Ma             | Me             | Gi             | Ve             |                |                |
| Dicembre       | Sa             | Do             | Lu             | Ma             | Me             | Gi             | Ve             | Sa             | Do             | Lu             | Ma             | Me             | Gi             | Ve             | Sa             | Do             | Lu             | Ma             | Me             | Gi             | Ve             | Sa             | Do             | Lu             | Ma             | Me             | Gi             | Ve             | Sa             | Do             | Lu             |                |